# По пояс в небе
По пояс в небе — четвёртый студийный альбом российского рок-музыканта Николая Носкова, выпущенный в 2006 году на лейбле Мистерия звука. На диске представлено 10 композиций. Презентация альбома состоялась 11 марта в Кремлёвском дворце. Продюсером альбома выступил сам Николай Носков.

## Критика
Алексей Мажаев из агентства InterMedia дал альбому смешанную оценку. Он посчитал, что бо́льшая часть песен на альбоме являются пафосными, торжественными балладами, «в которых есть где разгуляться его [Н.Носкова] голосу». По мнению рецензента, «определить их стилистическую принадлежность тяжело: на примитивные „рок“ и „поп“ они никак не раскладываются — скорее это синтез дорогой эстрады и симфо-рока». Также Мажаев посчитал, что «любовная тема в носковской трактовке решена несколько абстрактно», а «попытки сделать более легкомысленные песни просто ужасают». По мнению журналиста, песни «Фенечка», «Тальяночка» и «Иду ко дну», «напоминающая группу „Воскресение“ и цитирующая Боба Марли, вообще лучше пропустить, чтобы не разочаровываться в хорошо поющих певцах окончательно».
В журнале Play альбому поставили 2 балла из 5. В журнале отметили несвоевременность музыки песен, которую написал сам Носков. Также в журнале не особо оценили и тексты песен, посчитав, что «просто обидно становится, когда слышишь стихи песен „Тальяночка“ или „Фенечка“».

## Список композиций
Вся музыка написана Николаем Носковым.
| №   | Название                   | Текст песни                  | Длительность |
| --- | -------------------------- | ---------------------------- | ------------ |
| 1.  | «По пояс в небе»           | Дамир Якубов                 | 5:25         |
| 2.  | «На меньшее я не согласен» | Олег Гегельский              | 4:20         |
| 3.  | «Я не верю»                | Игорь Брусенцев              | 4:50         |
| 4.  | «Побудь со мной»           | Олег Гегельский              | 4:31         |
| 5.  | «Зачем»                    | Дамир Якубов, Николай Носков | 5:47         |
| 6.  | «Тальяночка»               | Олег Гегельский              | 4:38         |
| 7.  | «Любовь и еда»             | Олег Гегельский              | 3:39         |
| 8.  | «Иду ко дну»               | Олег Гегельский              | 3:35         |
| 9.  | «Фенечка»                  | Олег Гегельский              | 4:30         |
| 10. | «Спасибо»                  | Игорь Брусенцев              | 5:08         |

## Участники записи
- Бас-гитара — Арик Мрктычан, Павел Виноградов
- Гитара — Александр Рамус, Игорь Хомич
- Барабаны — Сергей Ефимов, Эдуард (Эдсон) Петрухин
- Перкуссия — Эдуард (Эдсон) Петрухин, Илья Пантелеев
- Флейта (Курай) — Роберт Юлдашев
- Скрипка — Юрий Усольцев
- Клавишные — Юрий Усольцев
- Аранжировка — Юрий Усольцев, Николай Носков
- Звукорежиссер записи и сведения - Вячеслав Кисляков